# Robert Fettiplace
Robert Fettiplace, né en 1946, est un neuroscientifique britannique et professeur Steenbock de sciences neurales et comportementales à l'Université du Wisconsin à Madison,.

## Travaux
Fettiplace étudie le mécanisme de l'audition chez les vertébrés. En 1976, lui et Andrew Crawford développent une méthode d'enregistrement des réponses électriques des cellules ciliées dans la cochlée isolée des reptiles. Ces expériences, qui sont les premières à donner des enregistrements quantitatifs étendus à partir de récepteurs auditifs, montrent que chaque cellule ciliée est fortement accordée à une fréquence caractéristique et qu'une grande partie de la sélectivité en fréquence dans l'oreille de la tortue peut être attribuée à la résonance électrique dans la membrane de la cellule ciliée. Des travaux ultérieurs prouvent que la fréquence de résonance est définie par la densité et la cinétique des canaux potassiques, la fréquence augmentant avec un plus grand nombre de canaux plus rapides. Au moins trois classes de canaux potassiques sont nécessaires pour couvrir la plage d'audition : les canaux activés par le voltage et le calcium (BK), les canaux voltage-dépendants (Kv) et les canaux rectifiants vers l'intérieur. Ces canaux fonctionnent avec des canaux calciques voltage-dépendants pour générer une résonance électrique, une conclusion qui est étayée par une reconstruction mathématique et des simulations. Ce mécanisme est présent dans toutes les classes de vertébrés à l'exception des mammifères. Un autre développement important est l'utilisation de nouvelles méthodes d'imagerie des faisceaux stéréociliaires de cellules ciliées et de délivrance de stimuli de force, fournissant la première démonstration d'oscillations actives submicroniques des faisceaux. Ses travaux ultérieurs se concentrent sur la détermination des propriétés, de l'emplacement et de l'identité des canaux ioniques mécaniquement sensibles qui transduisent les stimuli sonores en signaux électriques.
Fettiplace est élu membre de la Royal Society (FRS) en 1990. Il est également élu membre de l'Académie américaine des arts et des sciences en 2012. En 2018, il partage le prix Kavli en neurosciences avec A. James Hudspeth (en) et Christine Petit et en 2020 également le Prix Louisa-Gross-Horwitz.